# Longoedeem
Longoedeem is een schadelijke vochtophoping in de longen, en ontstaat wanneer de bloedvaten in de long beschadigd worden. Daardoor kan vocht uittreden dat zich verspreidt in het interstitium; het weefsel tussen bloedvaten en longblaasjes (alveoli). De zwelling van het interstitium maakt de afstand tussen de longblaasjes en bloedvaten groter waardoor de uitwisseling van zuurstof (longblaasjes → bloed) en koolstofdioxide (bloed → longblaasjes) wordt bemoeilijkt. De normale ademhaling wordt daardoor (ernstig) verstoord waardoor het zuurstofgehalte in het bloed daalt en het koolzuurgehalte in het bloed stijgt. In het ergste stadium van longoedeem kan het vocht ook in de alveoli binnendringen. Uiteindelijk kan de dood intreden.

## Oorzaken
Oorzaken kunnen zijn: inademing van giftige en corrosieve gassen, zoals NO2 (dat sterk bijdraagt aan de luchtvervuiling). Andere oorzaken zijn bijvoorbeeld inademing van maaginhoud (aspiratie), als gevolg van een ernstig trauma waardoor in het bloed schadelijke stoffen vrijkomen. Dit is veelvoorkomend bij sepsis (bacteriën die giftige stoffen vrijmaken in het lichaam na een infectie) of na een of meerdere grote botbreuken (fracturen) waardoor vetcellen vrijkomen in de bloedbaan. Hartfalen kan door een stuwing van de longvaten ook longoedeem veroorzaken. Zo kan linkerventrikelfalen optreden door een verhoogde weerstand van het longvaatbed, waardoor de rechterventrikel een grotere kracht moet uitoefenen.

## Therapie
Allereerst is toediening van zuurstof noodzakelijk, veelal moet de ademhaling worden ondersteund met kunstmatige beademing door een in de luchtpijp aangebrachte buis (endotracheale tube) waarop een beademingsapparaat is aangesloten, daarnaast het wegnemen van de oorzaak (bijvoorbeeld het herstellen van de fracturen), en het toedienen van geneesmiddelen die het lichaam ondersteunen bij het bestrijden van de aandoening (antibiotica, ontstekingsremmers, plasmiddelen).

## Verschijnselen
Acuut longoedeem veroorzaakt kortademigheid en ademhalingsproblemen. De patiënt moet soms hoesten en heeft een fluitende ademhaling. Vaak snakt de patiënt naar lucht, of voelt zich alsof hij verdrinkt. Ook is hij of zij vaak angstig. Bij ernstig oedeem wordt de hoest vaak erger en wordt roze slijm (sputum) opgehoest dat soms wat bloed bevat. De patiënt gaat sneller ademhalen en spert zijn neusgaten wijd open. Doordat het zuurstofgehalte van het bloed afneemt, is er vaak sprake van blauwe verkleuring van de lippen en nagels (cyanose).